# Кучук-койский оползень

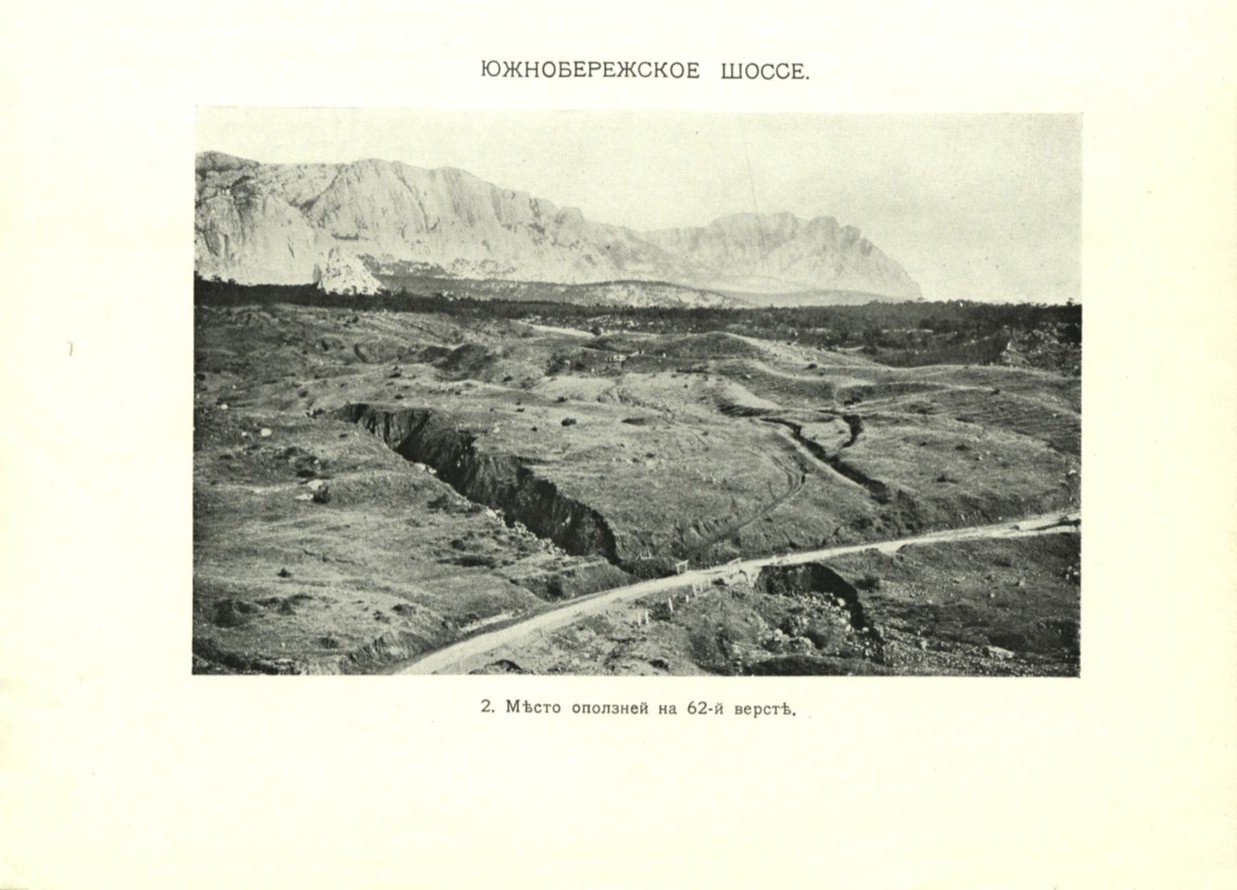
Место оползня, 1915 год.

Кучук-койский оползень — смещённый по склону участок южного склона горного массива Ай-Петри в районе современного села Парковое. Оползень занимает весь склон от подножия яйлы до моря, достигая у моря ширины 1150 м; общая длина 1900 м, средняя крутизна склона в головной части 22°, в нижней и средней 15—17°, мощность оползневых накоплений достигает 50 м.

Первые зафиксированные подвижки оползня относятся к 1786 году, Петром Палласом было оставлено большое его описание: 
Обвал в Кучук-Кое произошел 10 февраля 1786 года, когда поверхность земли начала давать трещины и провалы, и в тот же день речка, на которой стояли две небольшие мельницы, пропала среди этих трещин. В течение следующих дней образование трещин продолжалось, все усиливаясь, и перепуганные жители ближайшей деревни побросали дома и со всем скотом и имуществом ушли. Затем вся местность… начиная от стенообразного уступа горы и до самого моря, длиною 90 саж. и шириной от 300 до 500 саж. около полуночи внезапно обрушилась при страшном грохоте и треске и продолжала обваливаться до 28 февраля, образовав ужасную пропасть глубиной от 10 до 20 саж., среди которой остались стоять один большой и два меньших гребня более крепких скал. Так как часть крутого склона у подошвы отвесной скалистой стены отклонилась и всей своей массой стала производить давление в направлении вниз по склону, то вся лежащая ниже полоса земли продвинулась в море и отодвинула его берег на расстояние от 50 до 80 саж..
Оползнем были разрушены две мельницы, восемь домов, сады, виноградники, отклонено течение ручья. Этот обвал длился несколько дней и жители смогли уйти, забрав скотину и движимое имущество. Побывавший в Крыму в 1883 году Афанасий Фет под впечатлением от увиденного написал стихотворение Крымский обвал.
Впоследствии об этом оползне упоминали в путеводителях по Крыму: Анна Москвич в «Практическом путеводителе по Крыму» 1889 года, А. Я. Безчинский в путеводителе 1902 года Б. В. Баранов в путеводителе «Крым» 1935 года. Впоследствии случались подвижки менее грандиозные: в 1817 году, в 1915 году, когда 16 марта на 51 версте шоссе появились трещины до полуметра, в ночь на 20 марта полотно дороги длиной около 130 саженей сдвинулось вниз на 3 сажени, местность ниже шоссе покрылась навалами и впадинами, в 14 домах деревни образовались большие трещины, что послужило причиной выселения жителей. В восстановлении дороги принимали участие 200 рабочих, но подвижки почвы продолжались ещё несколько дней и движение удалось восстановить только 26 марта, в 1925 году оползнем был полностью засыпан участок шоссе Севастополь — Ялта у деревни Кучук-Кой. Землетрясение 1927 года на состояние оползня практически не повлияло. Подвижки грунта случались в 1937-м, 1938-м и 1952 годах на величину от нескольких до 120 метров. С 1964 года оползень считается памятником природы. После оползней конца XX века часть дороги пришлось прокладывать заново и она узнаётся по новому асфальтовому покрытию.